# 俄罗斯拉妮区
俄罗斯拉妮区（匈牙利語：Oroszlányi járás），是匈牙利科马罗姆-埃斯泰尔戈姆州的一个区，总面积199.39平方公里，总人口26,163人（2011年），人口密度131人/平方公里。中心城市为俄罗斯拉妮。

## 市镇
俄罗斯拉妮区包含一个城镇和5个村庄。